# Tord de Piaggia
El tord de Piaggia (Geokichla piaggiae) és un ocell de la família dels túrdids (Turdidae).

## Hàbitat i distribució
Habita els boscos de les muntanyes del nord-est, est de la República Democràtica del Congo, est de Sudan del Sud, Etiòpia, Ruanda, Burundi, Uganda, Kenya i nord-est de Tanzània.

## Taxonomia
Aquest tord s'ha col·locat en els gèneres Turdus, després Zoothera però ara es col·loca en el gènere Geokichla. A més, les subespècies G.p. tanganjicae i G.p kilimensis han estat de vegades considerades com a espècies separades, però no es diferencien gaire de les altres subespècies en veu o morfologia i la majoria de les autoritats les inclouen dins el tord de terra abissinià.